# Mqabba
Mqabba és un municipi de Malta. En el cens de 2014 tenia 3.315 habitants i una superfície de 2,6 km². La parròquia fou fundada el 1598 pel bisbe Tomàs Gargall, originari de Catalunya.
Està situat a la zona sud de l'illa i l'església principal de la població està dedicada a l'Assumpció de Maria.